# Bergkirche Zwingenberg

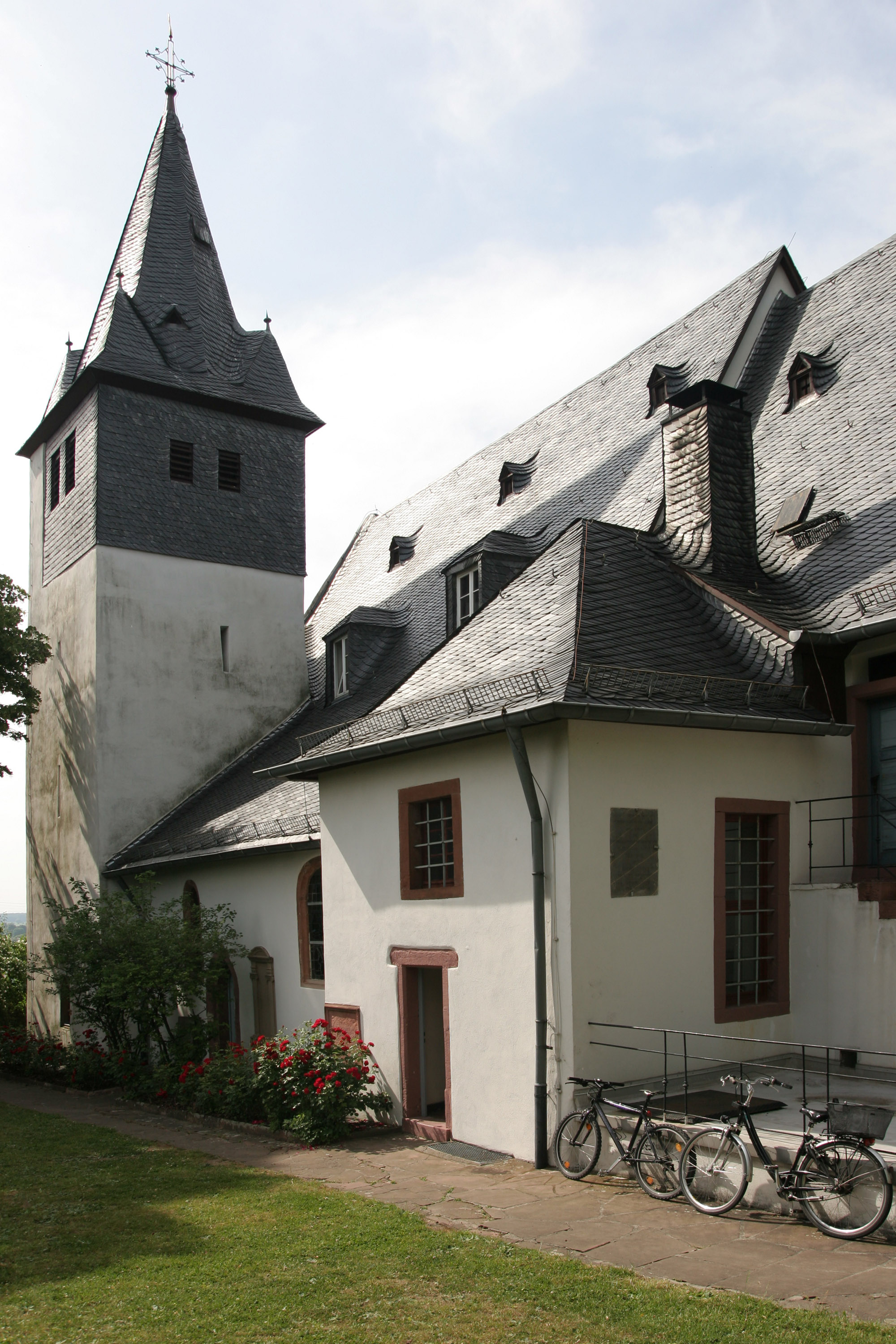
Die Bergkirche Zwingenberg

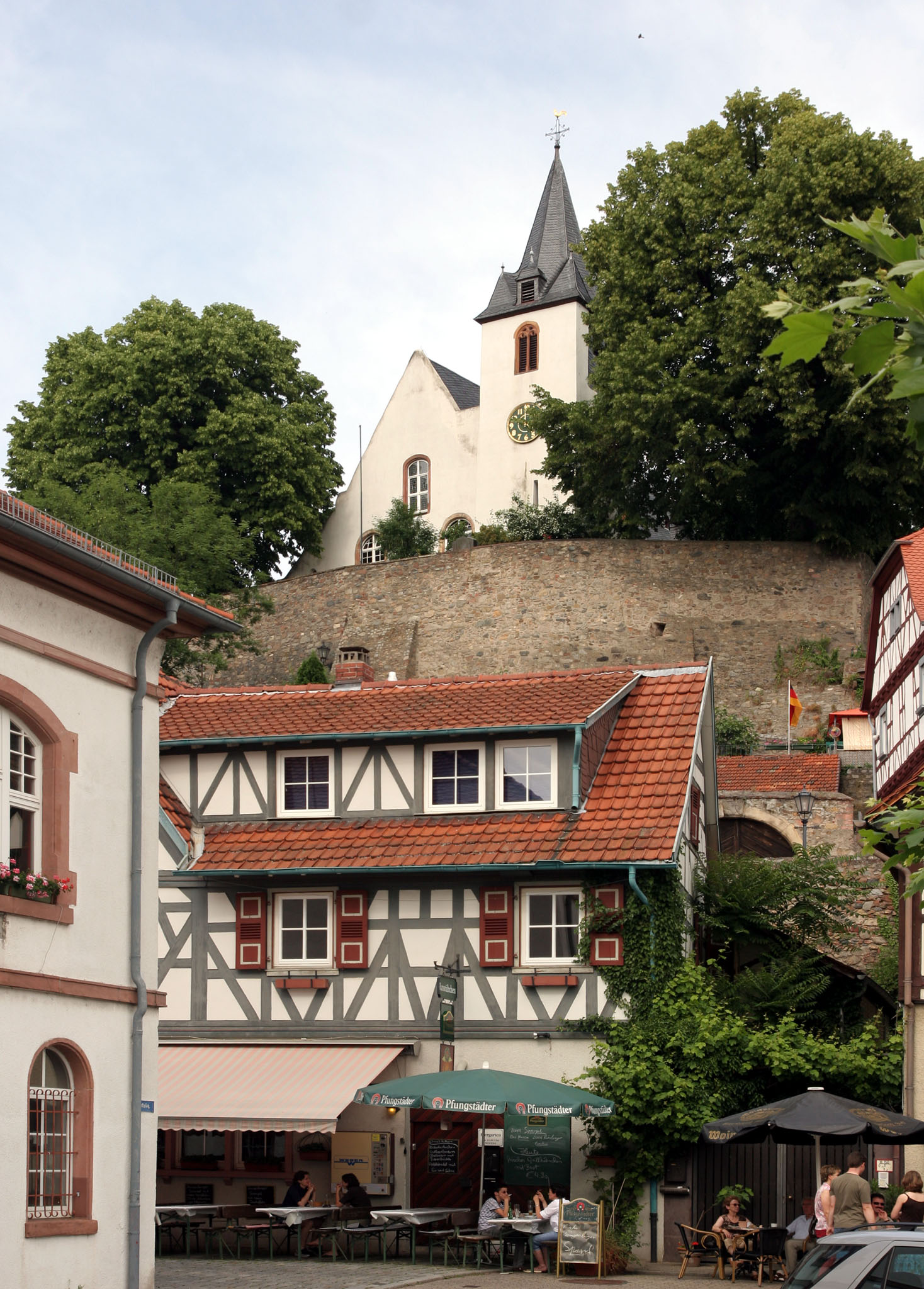
Die Lage der Bergkirche

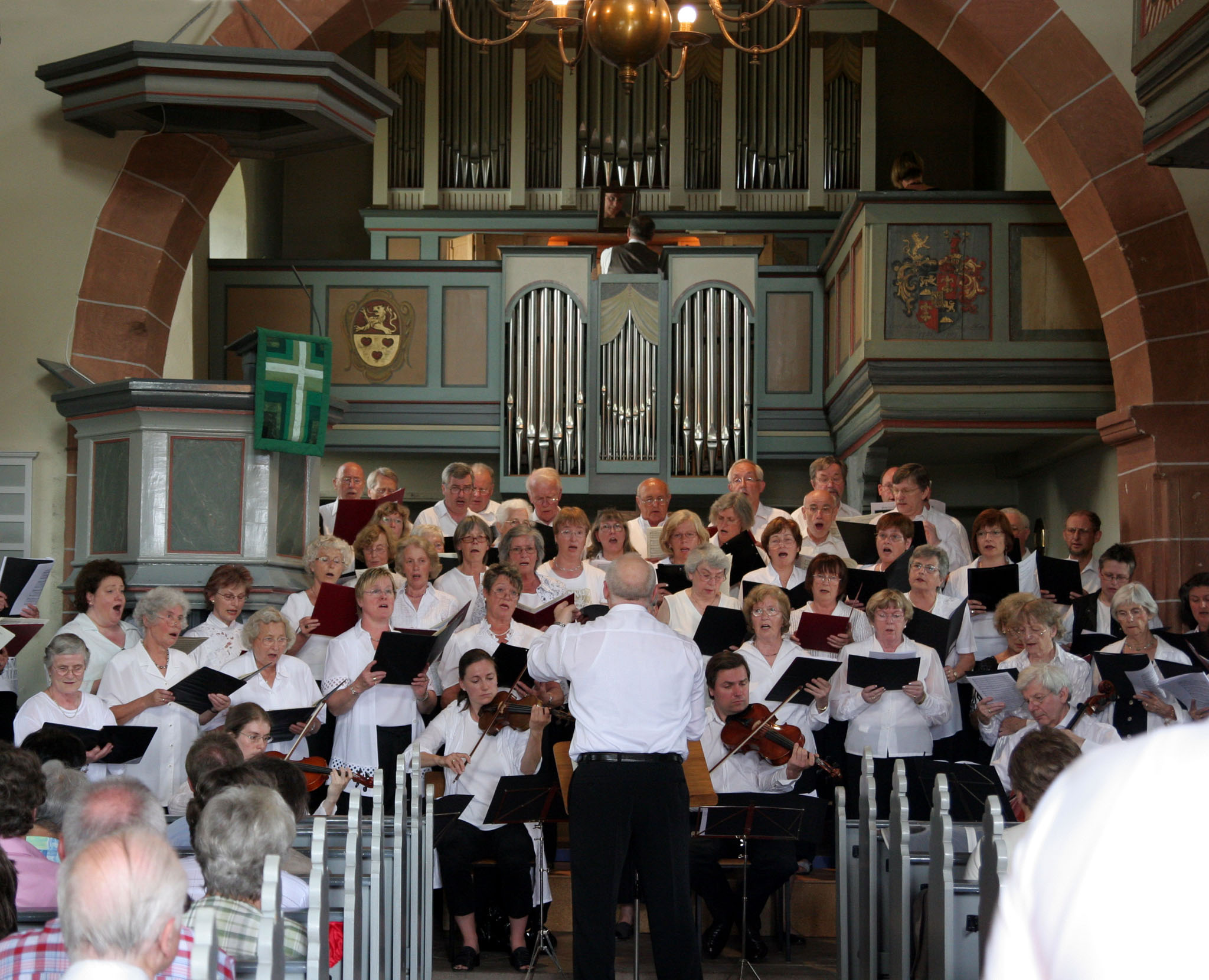
Der Innenraum der Kirche, während einer Festveranstaltung zur 750-Jahr-Feier

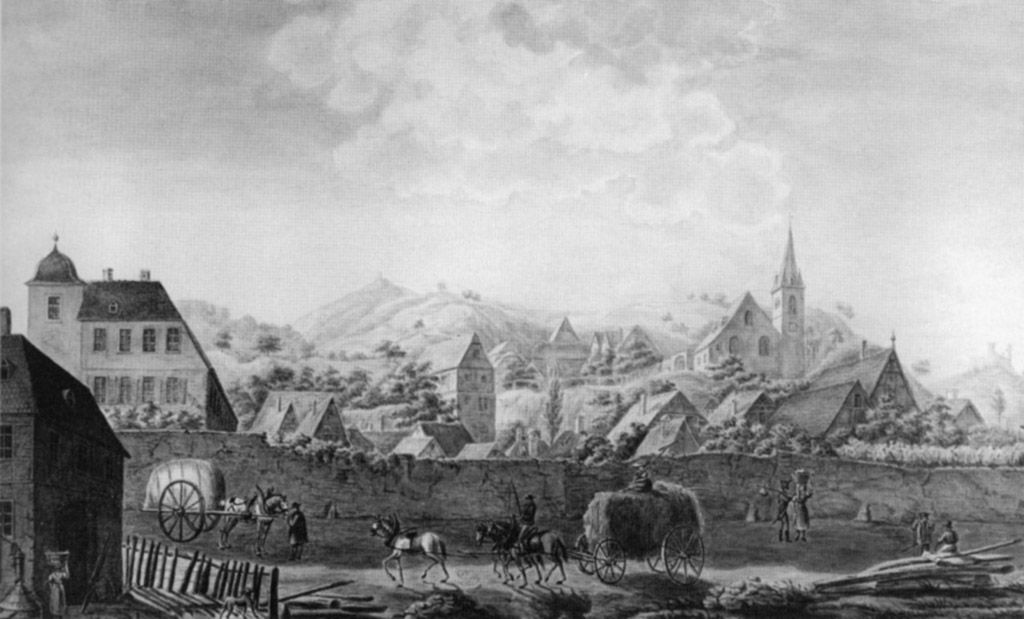
Blick auf Zwingenberg im Jahr 1810. Die Bergkirche ist rechts im Bild.

Die Bergkirche in der Stadt Zwingenberg an der Bergstraße ist ein unter Denkmalschutz stehendes Kulturdenkmal. Die Kirchengemeinde gehört zum Dekanat Bergstraße in der Propstei Starkenburg der Evangelischen Kirche in Hessen und Nassau.

## Lage und Beschreibung
Die Bergkirche Zwingenberg befindet sich in einer dominierenden Höhenlage, inmitten der Zwingenberger Altstadt. Es ist ein schlichter verputzter Bruchsteinbau. Der Bruchstein besteht aus rotem und gelbem Sandstein. Das Satteldach ist mit Schiefer eingedeckt. Der Turm hat einen quadratischen Grundriss. Der Turmhelm ist oktogonal und trägt auf der Spitze einen Wetterhahn.

## Geschichte

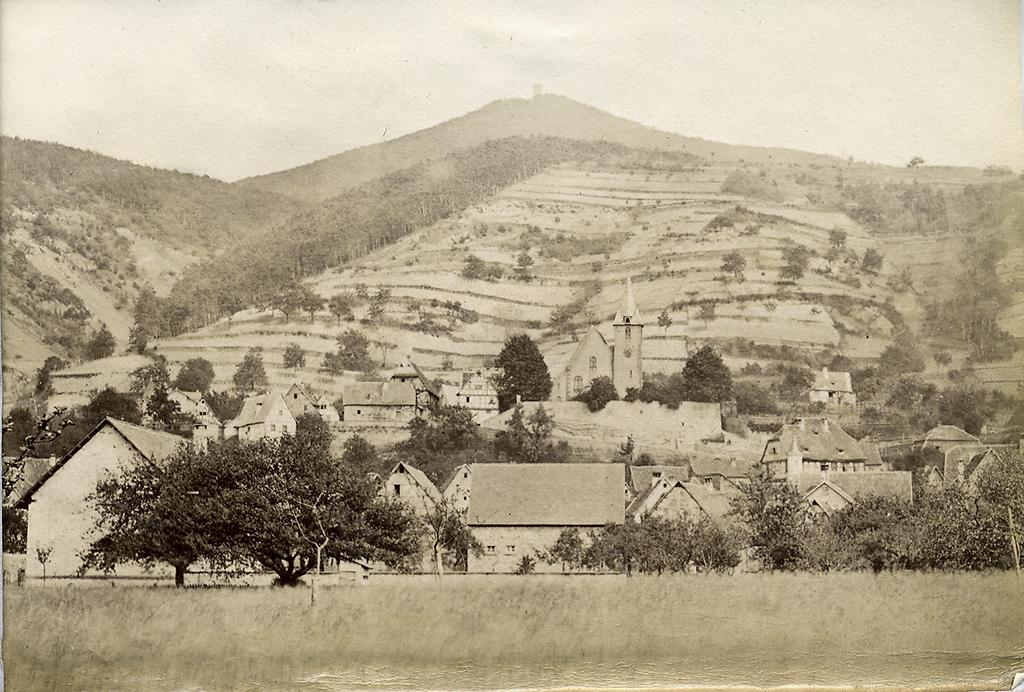
Zwingenberg mit der Bergkirche unterhalb des Melibokus um 1875

Im Jahr 1258 erhielt Graf Diether V. von Katzenelnbogen, der weltliche Herr von Zwingenberg, vom Mainzer Domkapitel die Erlaubnis, in Zwingenberg eine Kirche mit Friedhof zu errichten. 16 Jahre später erhielt Diether V. vom Kaiser die Stadt- und Marktrechte. Der ursprüngliche Kirchenbau war mehr eine schlichte Saalkirche mit kleiner Apsis und Balkendecke, der im Laufe der folgenden Jahrhunderte häufig und weitgreifend verändert wurde. Die erste Erweiterung fand vermutlich unter Graf Wilhelm I., dem Sohn von Diether V., um das Jahr 1300 statt. Dabei wurde ein Triumphbogen in den Chor eingebaut und in südlicher Richtung eine Seitenkapelle beziehungsweise Sakristei angebaut, wobei zwei symmetrisch an das Kirchenschiff angebundene Seitenkapellen entstanden. Graf Eberhard V. ließ die Seitenkapellen gegen Ende des 14. Jahrhunderts zu richtigen Seitenschiffen erweitern. Der nach Südwesten ausgerichtete Kirchturm ist spätestens in der Mitte des 15. Jahrhunderts erbaut worden. Die Empore im Mittelschiff wurde 1603 erbaut.
Als Folge von Philipp des Großmütigen Wechsel zum Protestantismus – Philipp war ein Vorkämpfer der Reformation – wurde 1526 erstmals ein evangelischer Pfarrer eingesetzt. Als Zwingenberg 1693 durch ein von französischen Truppen gelegtes Feuer weitgehend zerstört wurde, entging die Bergkirche zwar den Flammen, wurde aber anschließend völlig ausgeplündert. In den Jahren von 1701 bis 1706 wurde die Kirche wieder aufgebaut. Dabei wurden eine tonnenförmige Holzdecke eingebaut und die Giebelwände erhöht.
Eine Außentreppe zur Sakristei wurde 1732 erbaut. Bei einer Renovierung 1830 wurde der rechteckige Haupteingang errichtet. Über dem Haupteingang befinden sich seither zwei Rundbogenfenster. Die Grabplatten im Inneren der Kirche wurden als Folge der Renovierung weitgehend entfernt. Bis 1872 befand sich in der Kirche ein Steinaltar, der dann durch einen Eichenaltar ersetzt wurde. 1910 wurde der obere Teil der Empore entfernt und 1958 wurde sie im Bereich vor dem Chor verkürzt.
Die erste Orgel wurde 1652 eingebaut. Dazu vermauerte man das westliche Mittelfenster.
1709 bekam die Kirche eine vom Darmstädter Landgrafen Ernst Ludwig geschenkte Orgel, die aus der Darmstädter Hofkapelle stammte. 1830 wurde sie durch eine neue Orgel des Zwingenberger Orgelbauers Gottlieb Dietz ersetzt. Die alte Schlossorgel verkaufte man nach Worfelden.
Die Glocken im Turm sind von 1951. Lediglich die Totenglocke wurde 1708 in Frankfurt am Main gegossen.
2008 wurde das 750-jährige Jubiläum der Bergkirche mit mehreren Veranstaltungen gefeiert.